# Brachyopa grunewaldensis
Brachyopa grunewaldensis is een vliegensoort uit de familie van de zweefvliegen (Syrphidae). De wetenschappelijke naam van de soort is voor het eerst geldig gepubliceerd in 2000 door Kassebeer.